# Car Wars
Car Wars (en inglés «guerras de automóviles») es un juego de tablero de combates de vehículos publicado en Estados Unidos por Steve Jackson Games a finales de 1980, pero con copyright de 1981.

## Historia editorial
El juego ha sido publicado a lo largo de cinco ediciones, entre 1980 y 2002, además de haber sido adaptado a otros formatos, como los de juego de rol, juego de cartas y varios videojuegos.
- Primera edición: 1980
- Segunda edición: 1985
- Tercera edición: 1989
- Cuarta edición: 1990
- Quinta edición: 2002

## Universo de juego
La ficción de Car Wars ambienta el juego en un futuro proyectado unos 50 años después del año de publicación de cada edición. En dicho hipotético futuro la escasez de gasolina lleva a una nacionalización de la producción y explotación de hidrocarburos por parte del gobierno de los Estados Unidos, lo que provoca una segunda guerra civil entre estados. La Unión Soviética acaba por intervenir en esta guerra, que se convierte en guerra nuclear, pero los sistemas antimisiles de ambas potencias limitan los daños ocasionados. Acabada la guerra el mundo se encuentra en una situación postapocalíptica (similar a la situación descrita en la película Mad Max) en la que zonas enteras sin ley se abandonan a populares competiciones de duelos mortales entre vehículos motorizados.

## Traducciones al castellano
Car Wars fue traducido al castellano en abril de 1990 por la ya desaparecida editorial barcelonesa Joc Internacional.